# Polskie Towarzystwo Radiotechniczne

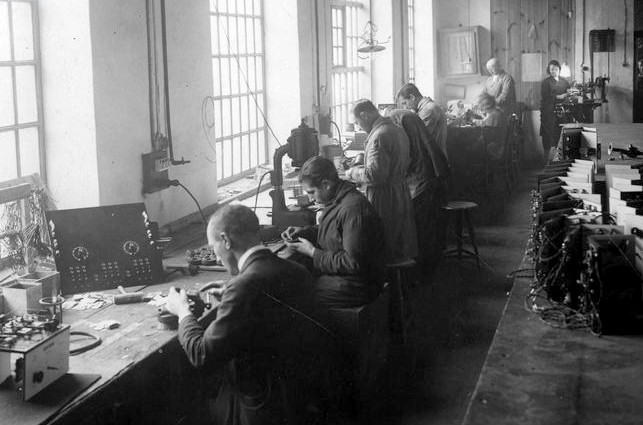
Montaż sprzętu radiowego w PTR

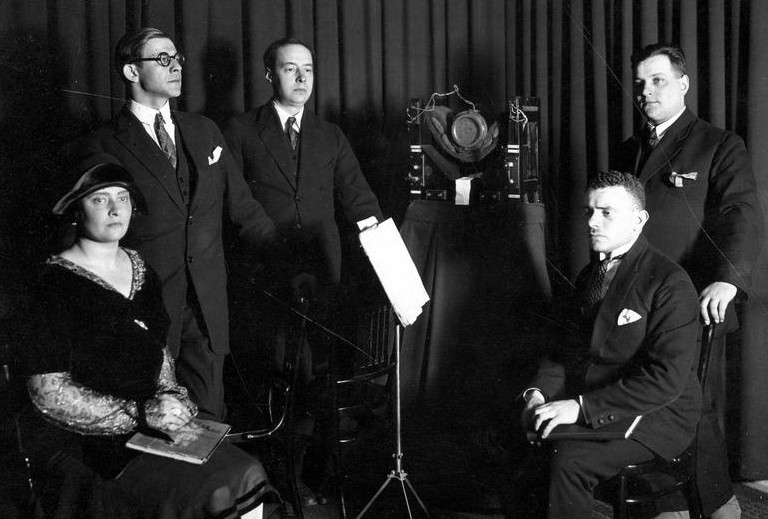
Studio PTR, uroczystość z okazji setnej audycji

Polskie Towarzystwo Radiotechniczne (PTR), według ówczesnej pisowni: Polskie Towarzystwo Radjotechniczne – przedsiębiorstwo (spółka akcyjna), utworzone w roku 1923 przez połączenie spółek Farad i Radjopol. Pierwszym dyrektorem był Józef Adam Plebański.

## Opis
Przedsiębiorstwo zajmowało się konstruowaniem i wytwarzaniem sprzętu radiotechnicznego (nadawczo-odbiorczych stacji radiotelegraficznych, lamp elektronowych, odbiorników radiowych).
75% udziałów PTR miały koncerny zagraniczne, głównie Marconi Wireless Telegraph i Société Française Radioélectrique. PTR odegrało istotną rolę w organizowaniu polskiej radiofonii, m.in. uruchomiło 1 lutego 1925 z budynku przy ul. Narbutta 29 pierwszą w Polsce radiową stację nadawczą i przeprowadziło pierwszą audycję radiową na długości fali 385 m.
Gdy stacja zaczęła działalność w Warszawie miała kilkudziesięciu radioabonentów. Do roku 1926 liczba użytkowników wzrosła do ponad 30 tysięcy. Początkowo nadawane były komunikaty meteorologiczne. 3 maja 1925 transmitowano dwugodzinny Wielki Koncert Galowy, w której udział wzięli m.in. Hanka Ordonówna, Fryderyk Jarosy, Jerzy Leszczyński i Aleksander Zelwerowicz. 18 sierpnia 1925 koncesję na nadawanie otrzymała Spółka Polskie Radio, a dyrektorem naczelnym został Zygmunt Chamiec.
W styczniu 1928 Towarzystwo zostało przejęte i przekształcone w Polskie Zakłady Marconi S.A.

## Upamiętnienie
W 2015 roku na budynku przy ul. Narbutta 29 odsłonięto tablicę upamiętniającą PTR.